# 女から男への手紙
「女から男への手紙」（おんなからおとこへのてがみ）は、1976年10月25日に青江三奈が発売した43枚目のシングルである。

## 解説
- 青江三奈は本作で第27回NHK紅白歌合戦に出場した。
- 変ト長調（嬰ヘ長調）である。
- B面曲「25時の女」は2013年にMEG-CDにてCD化されている（「女から男への手紙」のカップリング）。

## 収録曲
1. 女から男への手紙（3分39秒）　
作詞：荒木あい子／補作詞：阿久悠[注釈 1][注釈 2]／作曲：井上忠夫／編曲：川口真
2. 25時の女（3分00秒）
作詞：岡西通雄／補作詞：阿久悠／作曲：井上忠夫／編曲：川口真

## 備考
- 「女から男への手紙」のJASRAC作品コードは、014-3352-1[1]。
- 「25時の女」のJASRAC作品コードは、063-2018-0[1]。「２５時の女」として登録[1]。
- 上記二作品とも、出版者は、ドームが登録されている[1]。